# Відділення світла від темряви (Мікеланджело)
«Відділення світла від темряви» (італ. Separazione della luce dalle tenebre) — фреска Мікеланджело Буонарроті на стелі Сикстинської капели (Ватикан), створена ним близько 1512 року. Це — перша сцена із «Книги Буття», що ілюструє Буття 1:4.

## Опис
У центрі композиції одна постать — Бог, зображений у контрапості, який розводить руками світло та темряву. Про цю сцену Вазарі писав, що: «(…) там показано його[Бога] велич, коли він, простягаючи руки, немов сам себе тримає, являючи любов і всемогутність».
Сцена обрамлена чотирма оголеними юнаками (інюді) та двома медальйонами (щитами). Пози цих юнаків абсолютно різні[а]. Значення інюді є предметом суперечок (вони надто складні, щоб бути просто декоративними фігурами), але чотири інюді цієї сцени, на думку мистецтвознавця Гайнріха Пфайффера (нім. Heinrich Pfeiffer), можуть представляти «день» та «ніч», що асоціюються зі «світлом» та «темрявою»: юнак біля правої руки Бога (зі сторони «темряви») потягується, наче прокидаючись зі сну, а юнак по діагоналі від нього — біля коліна Бога, на стороні «світла» — схилився під вагою клунку із жолудями та дубовим листям, представляючи денну працю; юнак же біля лівої руки Бога засинає, символізуючи собою «ніч».
На медальйоні (щиті) над Богом зображено сцену принесення у жертву Авраамом свого сина Ісаака (Буття 22:9-12), а на щиті під Богом зображено пророка Іллю, який возноситься на небо у вогняній колісниці з вогненними конями (2 Цар. 2:11).
П. Білецький так писав про перші три сцени із «Буття»:
|  | У «Розмежуванні тверді та води», «Створенні світил небесних», «Відділенні світла від темряви» смертних людей уже нема — сама буяюча, всемогутня творча сила. У першій композиції одна, сповнена вразливої динаміки постать. На наступній ніби від граничної напруги вона роздвоюється — дві фігури Саваофа летять у різні боки. Далі творець знову один: творча силі сконденсувалася. Такого апофеозу творчої пристрасті ні до Мікеланджело, ні після нього ніхто не створював |

## Виноски
1. ↑  Вазарі, 1970, с. 331.
2. ↑  Pfeiffer, Heinrich W. (2007). The Sistine Chapel: A New Vision (eng.) . New York/London, Abbeville Press Publishers. Архів оригіналу за 1 листопада 2014. Процитовано 16 липня 2014.
3. ↑  Бажан, 1975, с. 43—44.